# The Elder Scrolls V: Skyrim
The Elder Scrolls V: Skyrim je akcijska računalna RPG igra (eng. Role Playing Game) koju je razvila američka računalna tvrtka Bethesda Game Studios, a pustila u prodaju Bethesda Softworks. Skyrim je peti dio serijala The Elder Scrolls, nastavak igre The Elder Scrolls IV: Oblivion. 
Skyrim je izdan 11. studenog 2011. za igraće platforme Microsoft Windows, Xbox 360 i PlayStation 3. Proizvođač je naknadno pustio na tržište nekoliko dodataka igri (ekspanzijskih paketa) u obliku sadržaja koji se mogao preuzeti s interneta: The Elder Scrolls V: Dawnguard, The Elder Scrolls V: Hearthfire i The Elder Scrolls V: Dragonborn. Originalna igra i sva tri dodatka zajedno s najnovijom zakrpom kasnije su objedinjeni u novo izdanje The Elder Scrolls V: Skyrim Legendary Edition, koje je izdano 4. lipnja 2013. za sve tri igraće platforme.

## Radnja igre
Radnja započinje u izmišljenoj pokrajini Skyrim na sjevernom dijelu kontinenta Tamriel na planetu Nirn oko 200 godina nakon događaja iz igre Oblivion. Lik igrača je zatvorenik koji bježi iz zatočeništva iskoristivši metež i uništenje kojeg je izazvao napad zmaja na grad. Igrač postupno shvaća da je on legendarni heroj "Dovahkiin", smrtnik s dušom zmaja rođen kako bi porazio Alduina, drevnog zlog zmaja kojeg je proročanstvo najavilo da će uništiti svijet.